# 18 favoriter
18 favoriter är ett samlingsalbum av den svenske artisten Lalla Hansson, utgivet 1998 på Hawk Records (HAWKCD 2177). Albumet var Hanssons tredje samlingsalbum efter 1977 års Första halvlek och 1989 års Lalla Hanssons bästa.

## Låtlista
1. "Sin egen väg" – 3:58
2. "Inget nytt under solen" – 4:19
3. "(Balladen om) Nalen" – 4:35
4. "Dagny" – 3:31
5. "Gävles barnens dag" – 2:52
6. "Han gav upp alltihop (för att spela i sitt band)" – 3:27
7. "Möte i norr" – 4:04
8. "Vinterflicka" – 3:29
9. "Jag undrar vad hon gör" – 3:46
10. "Svänger ett gäng" – 5:35
11. "Anna & mej" – 4:44
12. "Lai-le-lai" – 4:19
13. "Är jag inte kär, är jag snart där" – 3:46
14. "Försök att förstå" – 2:56
15. "Maria och Lasse" – 4:54
16. "En sista foxtrot" – 3:00
17. "På väg igen" – 4:33
18. "Ditt hjärtas fel" – 3:23